# Le Gangster de Chicago
Pour plus de détails, voir Fiche technique et Distribution.
Le Gangster de Chicago (The Earl of Chicago) est un film américain réalisé par Richard Thorpe et Victor Saville en 1939, sorti en 1940.

## Synopsis
Dans la seconde moitié des années 1930, à Chicago, le gangster "Silky" Kilmount dirige une « respectable » distillerie d'alcool, après avoir trafiqué durant la Prohibition.  Son bras droit est "Doc" Ramsey. Orphelin, il apprend un jour que son père, décédé depuis des années, était un aristocrate anglais établi au Canada. Par la suite, il hérite d'un titre de noblesse et des valeurs mobilières et immobilières y attachées. Mais il doit aller en Angleterre pour faire valoir ses droits. Il s'y rend donc, laissant Doc gérer ses affaires, et fait la connaissance de sa parenté, ainsi que de Munsey, son maître-d'hôtel, lequel s'emploie à lui inculquer les rudiments de l'éducation qui sied au nouveau Comte de Gorley.

## Fiche technique
- Titre original : The Earl of Chicago
- Titre français : Le Gangster de Chicago
- Réalisation : Richard Thorpe et Victor Saville[1]
- Scénario : Lesser Samuels, d'après une histoire de Charles de Grandcourt et Gene Fowler, et le roman The Earl of Chicago de Brock Williams
- Direction artistique : Cedric Gibbons et Urie McCleary
- Décors : Edwin B. Willis
- Photographie : Ray June et (non crédité) Karl Freund
- Son : Douglas Shearer
- Musique : Werner R. Heymann
- Montage : Frank Sullivan
- Producteur : Victor Saville
- Société de production : Metro-Goldwyn-Mayer
- Société de distribution : Loew's Inc.
- Pays d'origine :  États-Unis
- Langue originale : anglais
- Format : Noir et blanc — 35 mm — 1,37:1 — son Mono (Western Electric Sound System)
- Genre : Comédie dramatique
- Durée : 87 minutes
- Date de sortie :
  - États-Unis : 5 janvier 1940

## Distribution
- Robert Montgomery : Robert "Silky" Kilmount
- Edward Arnold : Quentin "Doc" Ramsey
- Reginald Owen : Gervase Gonwell
- Edmund Gwenn : Munsey
- E. E. Clive : Redwood
- Ronald Sinclair : Gerald Kilmount
- Norma Varden : Maureen Kilmount
- Halliwell Hobbes : Le Lord Chancelier
- Ian Wolfe : Le greffier
- Peter Godfrey : Judson
- Billy Bevan : Le guide du château

Acteurs non crédités
- Harry Allen : Le maire
- Jimmy Aubrey : Un cockney
- Jules Cowles : Un citoyen
- Kenneth Hunter : Lord Tyrmanell
- Miles Mander : Le procureur général
- Leonard Mudie : M. Allington
- Tempe Pigott : Mme Oakes
- Ivan F. Simpson : Hargraves
- Robert Warwick : Un greffier au Parlement
- Frederick Worlock : Lord Elfie

## Galerie

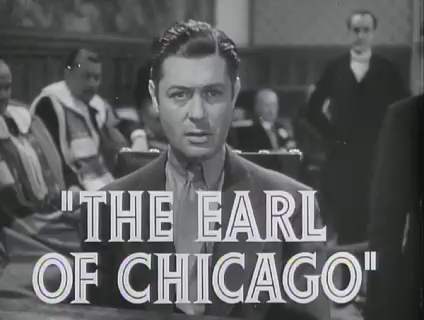
Robert Montgomery
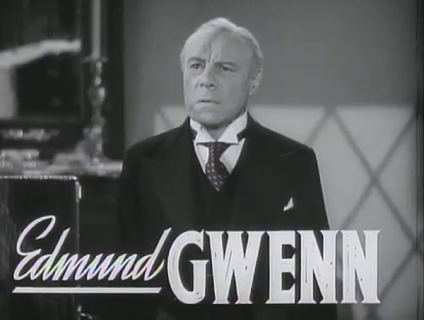
Edmund Gwenn
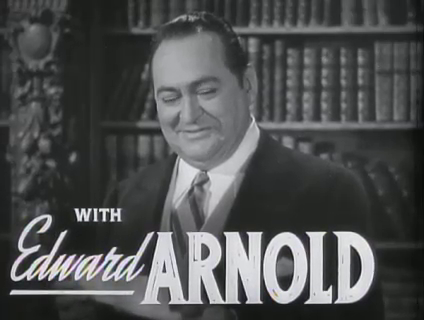
Edward Arnold
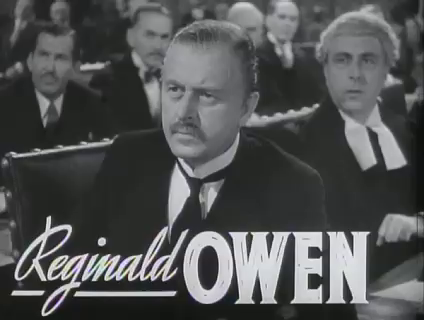
Reginald Owen